# Galium uncinulatum
Galium uncinulatum är en måreväxtart som beskrevs av Dc.. Galium uncinulatum ingår i släktet måror, och familjen måreväxter. Inga underarter finns listade i Catalogue of Life.